# Ion Neculce
Ion Neculce (1672 – ? 1744 után) moldvai krónikás és magas udvari tisztségeket viselő bojár Dimitrie Cantemir udvarában.

## Élete
Antioh Cantemir ideje alatt a spătar vagyis hadvezér rangra emelkedett. Utána egy ideig visszavonultan élt, majd amikor Dimitrie Cantemir I. (Nagy) Péter cár oldalán beépett az orosz-török háborúban, hetmanná tette. Miután az oroszok elvesztették a háborút, Neculce elkísérte Cantemirt Oroszországba és ott is maradt 1719-ig. Visszatérve a birtokán élt, és csak egyszer vállalt udvari tisztséget Constantin Mavrocordat alatt. Halálának dátuma nem ismert, de ez 1744 után történhetett, mivel a krónikájának utolsó mondata arról szól, hogy Constantin Mavrocordat Havasalföld fejedelme lett, márpedig ez 1744-ben történt.
Neculce kitűnő katona volt, aki elnyerte Nagy Péter orosz cár becsülését és rokonszenvét. Ugyanígy tekintettek rá a Cantemir-család és a többi bojár is; ezért amikor vissza akart térni Moldvába, nehezen engedték el.

## Művei
Neculce fő műve – a megelőző krónikák összeszerkesztésén kívül – a Letopisețul țării Moldovei de la Dabija Vodă. Până la domnia lui Ion Mavrocordat VV. vagyis Moldvaország krónikája Eustratie Dabijatól Ioan Mavrocordatig. Ez a krónika az 1662 és 1743 közötti eseményeket tartalmazza, amelyeknek majdnem mindig részese vagy legalábbis közeli szemlélője volt.
A krónika elején található néhány oldalnak a címe "O seamă de cuvinte ce sunt auzite din om în om, de oameni vechi și bătrâni și în letopisețe nu sunt scrise…" vagyis "Egy meréknyi szó, amelyek emberről emberre szállnak, régiektől és öregektől, amelyek nincsenek benne a krónikákban". Ebben a részben az egyes uralkodókra vonatkozó hagyományok és legendák találhatók; sok román író merített később ebből a forrásból: Constantin Bolintineanu, Costache Negruzzi, Vasile Alecsandri és mások.
Neculce nem volt nagyon művelt, de jó ízléssel, ítélőképességgel és mesélőkészséggel rendelkezett. Azt lehet mondani, hogy az összes moldvai krónikás közül ő a legirodalmibb. Mindig megtalálta a megfelelő szót egy adott helyzet vagy ember jellemzésére. A stílusa nem olyan bombasztikus, mint a régi szláv nyelven író krónikásoké, hanem egyszerű és emiatt vonzó.
Az összes fejedelemről akiről ír, rövid portrét is készít. Például Dumitrașcu Cantacuzino (1684-85) "állhatatlan beszédű, nyájaskodó lókupec" volt; Constantin Cantemir (1685-1693), "olvasni nem tudott, csak az aláírást tanulta meg, jókat evett és ivott". A fia, Antioh Cantemir (1695-1700) "nagy termetű, jóképű ember volt, nem a könyvek embere, de nem is buta". Érdekes megfigyelni, hogy milyen pártatlanul beszél Dimitrie Cantemirről, akihez annyira ragaszkodott, hogy elkísérte amikor távoznia kellett az országból: amikor az ő uralkodásához ér, felemlegeti az Antioh uralkodása alatti rossz magaviseletét. Grigore Ghica első uralkodásáról (1726-1733) azt tudjuk meg, hogy "kissé alacsony és sovány volt, száraz és hangulatfüggő; néha túl szorgalmas, jó, kegyelmes és türelmes, ugyanakkor hirtelen haragú".
Ami figyelmre méltó Neculce krónikáiban, az a szóbeliséget idéző hangvétel, amellyel bizonyos családiasságot kölcsönöz a történelmi eseményeknek.

## Fordítás
- Ez a szócikk részben vagy egészben  az   Ion Neculce című román Wikipédia-szócikk ezen változatának fordításán alapul.  Az eredeti cikk szerkesztőit annak laptörténete sorolja fel. Ez a jelzés csupán a megfogalmazás eredetét és a szerzői jogokat jelzi, nem szolgál a cikkben szereplő információk forrásmegjelöléseként.